# 경기동로
경기동로는 경기도의 중남부를 가로지르는 도로이다.

## 주요 경유지
- 오산시 (오산동) - 화성시 (동탄동) - 용인시 (남사읍 - 이동읍) - 안성시 (양성면)

## 노선
전구간이 국가지원지방도 제82호선에 속함.
| 이름                                           | 접속 노선                                                                                  | 소재지                          | 소재지                      | 비고                    |
| ---------------------------------------------- | ------------------------------------------------------------------------------------------ | ------------------------------- | --------------------------- | ----------------------- |
| 운동장사거리                                   | 국도 제1호선 지방도 제310호선 지방도 제317호선 (경기대로) 국가지원지방도 제82호선 성호대로 | 오산시                          | 오산동                      | 지방도 제317호선과 중복 |
| 오산종합운동장 오산스포츠센터 오산문화예술회관 |                                                                                            | 오산시                          | 오산동                      | 지방도 제317호선과 중복 |
| 오산시보건소                                   | 운암로 현충로                                                                              | 오산시                          | 오산동                      | 지방도 제317호선과 중복 |
| 운암사거리                                     | 지방도 제311호선 (동부대로)                                                                | 오산시                          | 오산동                      | 지방도 제317호선과 중복 |
| (오산장례식장)                                 | 지방도 제317호선 (동탄기흥로)                                                              | 오산시                          | 오산동                      | 지방도 제317호선과 중복 |
| 롯데인재개발원                                 |                                                                                            | 오산시                          | 오산동                      |                         |
| 장지지하차도                                   | 동탄대로                                                                                   | 화성시                          | 동탄동                      |                         |
| 장지 교차로 (장지교차로지하차도)               | 국가지원지방도 제23호선 (용구대로)                                                         | 화성시                          | 동탄동                      |                         |
| 석고개                                         |                                                                                            | 화성시                          | 동탄동                      |                         |
|                                                | 용인시                                                                                     | 처인구 남사읍                   |                             |                         |
| 컨트리주유소앞 교차로                          | 용인시                                                                                     | 처인구 남사읍                   |                             |                         |
| 동막삼거리                                     | 용인시                                                                                     | 처인구 남사읍                   | 서촌로                      |                         |
| 진광이엔씨삼거리 정지고개                      | 용인시                                                                                     | 처인구 남사읍                   |                             |                         |
| 한화리조트입구삼거리                           | 용인시                                                                                     | 처인구 남사읍                   | 통삼로                      |                         |
| 지펙스앞삼거리                                 | 용인시                                                                                     | 처인구 남사읍                   |                             |                         |
| 남사교삼거리                                   | 용인시                                                                                     | 처인구 남사읍                   | 봉무로                      |                         |
| 남사교 삼화전자삼거리 당하교                   | 용인시                                                                                     | 처인구 남사읍                   |                             |                         |
| 에이텍삼거리                                   | 용인시                                                                                     | 처인구 남사읍                   | 당하로                      |                         |
| 아세아시멘트입구삼거리                         | 용인시                                                                                     | 처인구 남사읍                   | 형제로17번길                |                         |
| LG전자물류삼거리                               | 용인시                                                                                     | 처인구 남사읍                   |                             |                         |
| 남곡사거리                                     | 용인시                                                                                     | 처인구 남사읍                   | 지방도 제321호선 (처인성로) |                         |
| 아곡교                                         | 용인시                                                                                     | 처인구 남사읍                   |                             |                         |
| 아곡교삼거리                                   | 용인시                                                                                     | 처인구 남사읍                   | 완장천로                    |                         |
| 대성주유소삼거리                               | 용인시                                                                                     | 처인구 남사읍                   | 월곡로                      |                         |
| 삼성탈레스삼거리 월곡교                        | 용인시                                                                                     | 처인구 남사읍                   |                             |                         |
| 창리입구삼거리                                 | 용인시                                                                                     | 처인구 남사읍                   | 화곡로                      |                         |
| 안어고개                                       | 용인시                                                                                     | 처인구 남사읍                   |                             |                         |
|                                                | 용인시                                                                                     | 처인구 이동읍                   |                             |                         |
| 레이크힐스용인CC 교차로                        | 용인시                                                                                     |                                 |                             |                         |
| 솔밭가든삼거리                                 | 용인시                                                                                     | 백옥대로                        |                             |                         |
| 이동면사무소삼거리                             | 용인시                                                                                     |                                 |                             |                         |
| 송전삼거리                                     | 용인시                                                                                     | 경기동로687번길                 |                             |                         |
| 송전빌라삼거리                                 | 용인시                                                                                     | 경기동로739번길 경기동로742번길 |                             |                         |
| 송전1교                                        | 용인시                                                                                     |                                 |                             |                         |
| 묘봉 교차로                                    | 용인시                                                                                     | 국도 제45호선 (남북대로)        |                             |                         |
| 묘봉1 교차로삼거리                             | 용인시                                                                                     | 묘봉로 경기동로936번길          |                             |                         |
| 묘봉교 앵고개 동일테크윈앞 교차로              | 용인시                                                                                     |                                 |                             |                         |
| 어비2리사거리                                  | 용인시                                                                                     | 평온의숲로                      |                             |                         |
| 난실교                                         |                                                                                            | 안성시                          | 양성면                      |                         |
| 난실 교차로                                    | 지방도 제314호선 (양성로) 안성맞춤대로 국가지원지방도 제82호선 (안성대로)                  | 안성시                          | 양성면                      |                         |

## 주요시설
- 오산종합운동장 (경기동로 15/오산동 49)
- 오산고용복지플러스센터 (경기동로 51/오산동 34-5)
- 현대오일뱅크 프라자충전소 (경기동로 197/부산동 79-1)
- 굿마트 (경기동로 197/부산동 79-1)
- 현대오일뱅크 동탄예일주유소 (경기동로 211/장지동 188-2)
- GS칼텍스 동탄충전소 (경기동로 228/장지동 194-11)
- GS칼텍스 동탄뉴타운주유소 (경기동로 234/장지동 194-5)
- CU 화성장지IC점 (경기동로 490/장지동 808-3)
- GS칼텍스 해뜨는주유소 (경기동로 516/장지동 832-14)
- GS칼텍스 샤인주유소 (경기동로 527/장지동 816-6)
- E1 신도시충전소 직영 (경기동로 541/장지동 861-9)
- SK에너지 컨트리주유소 (경기동로 6/통삼리634-10)
- GS25 용인통상점 (경기동로 38/통삼리 620-8)
- GS25 남사북리점 (경기동로 81/북리 696-9)
- 구룡자동차공업사 (경기동로 87/북리 695-7)
- SK에너지 북리주유소 (경기동로 117/북리 682-6)
- 세븐일레븐 용인남사점 (경기동로 127/북리 68-1)
- 윤약국 (경기동로 135/북리 676-1)
- CU 용인남사점 (경기동로 137/북리 674-1)
- GS25 북리공단점 (경기동로 266/북리 116-7)
- S-OIL 주촌에너지 강소주유소 (경기동로 293/북리 61-1)
- 에몬스가구 용인중앙점 (경기동로 294/북리 60-5)
- 엠에스가구 프리미엄 아울렛 (경기동로 294/북리 60-5)
- CU 남사에너아지점 (경기동로 738/송전리 545-5)
- 세븐일레븐 용인아곡점 (경기동로 384/아곡리 439-44)
- 미니스톱 용인남곡점 (경기동로 399/아곡리 441-11)
- SK에너지 대성주유소 (경기동로 460/창리 507-2)
- 세븐일레븐 용인창리점 (경기동로 598/창리 367-9)
- GS칼텍스 경기제일주유소 (경기동로 634/송전리 938-5)
- GS25 송전레이크점 (경기동로 659/송전리 913-8)
- 이동읍 행정복지센터 (경기동로 673/송전리 750-3)
- 이동보건지소 (경기동로 673/송전리 750-3)
- 이동파출소 (경기동로 688/송전리 682-3)
- 농협 이동농협 본점(경기동로 689/송전리 684-7)
- 송전한의원 (경기동로 690/송전리 597-2)
- 제일마트 (경기동로 700/송전리 592-14)
- GS25 이동저수지점 (경기동로 738/송전리 545-5)
- 현대오일뱅크 산수주유소 (경기동로 862/어비리 563-6)
- 신원도예교육센터 (경기동로 1063/어비리 107-5)